# 原田桃子
原田 桃子（はらだ ももこ）は、日本の女性ナレーター、セラピスト＆講師、声優。

## 略歴
- 元山形放送アナウンサー『NNNニュースプラス1』キャスター、CM／番組ナレーションなど
- JRN/JNN系列アノンシスト賞
- ナレーション・CM部門受賞

- 平成 9年（1997年） - 山形放送アナウンサーとして勤務
- 平成17年（2005年） - 山形放送退社後、声優に（しましまとらのしまじろうなど多数出演）
- 平成19年（2007年） - フリーのナレーターに
- 平成21年（2009年） - ロイヤルベビーマッサージ認定セラピスト、チャイルドマインダージャパン・チャイルドマインダー取得、日本ベビーサイン協会認定講師
- 平成22年（2010年） - ロイヤルヘッドスパセラピスト/認定講師、リセットスキンケアセラピスト/認定講師
- 平成23年（2011年） - 六本木ヒルズ、アーテリジェントスクール、ヘッドスパセラピスト養成講座講師として参加、リフレクソロジスト/認定講師

## 出演作品

### テレビアニメ
2006年
- 結界師（秘書）
- しましまとらのしまじろう

### 吹き替え
海外ドラマ
- エイリアス (第3シーズン)
- スタートレック:エンタープライズ (第4シーズン)（ガネット・ブルックス）〔ジョアンナ・ワッツ〕
- ベティ〜愛と裏切りの秘書室（ナターチャ・グティエレス）〔ローラ・スアレス〕
- 名探偵モンク3 (第4シーズン)
- Lost (第1シーズン)

外国映画
- 女王陛下の007 ※アルティメットエディション用新録版
- 007 死ぬのは奴らだ ※アルティメットエディション用新録版
- TUBE
- レーシング・ストライプス

### ナレーション
DVD
- トレーニングDVD
  - 資格をとろう.com Master★2007〈アテイン 2007 (誰でもわかるシリーズ. トレーニングDVD)〉
    - v.1(ハードウェアとOS編)
    - v.2(Internetアプリケーション設定と使いこなし編)
    - v.3(インターネットの技術編)
    - v.4(サービスと利用に関する一般知識編)
    - v.5(セキュリティ編)

  - 誰でもわかるAdobe Dreamweaver CS3 上巻・下巻〈アテイン 2007 (誰でもわかるシリーズ. トレーニングDVD)〉
  - 誰でもわかるAdobe Photoshop CS3 Mac、Win対応 上巻・中巻・下巻〈アテイン 2007 (誰でもわかるシリーズ. トレーニングDVD)〉
  - 誰でもわかるAdobe Fireworks CS3〈アテイン 2007 (誰でもわかるシリーズ. トレーニングDVD)〉
  - 必ず役立つマネジメント講座「職務分掌マニュアルのあり方・作り方・使い方」〈蒔苗昌彦 講師 アテイン 2008 (誰でもわかるシリーズ. トレーニングDVD)〉
  - 誰でもわかるParallels Desktop 3.0 for Mac〈アテイン 2008 (誰でもわかるシリーズ. トレーニングDVD)〉
  - 誰でもわかるMicrosoft Access 2007 上巻・下巻〈アテイン 2008 (誰でもわかるシリーズ. トレーニングDVD)〉
  - 誰でもわかるMicrosoft Office Outlook 2007〈アテイン 2008 (誰でもわかるシリーズ. トレーニングDVD)〉

### テレビ番組
- NNNニュースプラス1 ※キャスター